# Stanley Nsoki
Stanley Pierre Nsoki (* 9. dubna 1999) je francouzský profesionální fotbalista, který hraje na pozici obránce za německý klub TSG 1899 Hoffenheim.

## Klubová kariéra

### Paris Saint-Germain
Nsoki se rozvíjel v akademii Paris Saint-Germain. V Ligue 1 debutoval 20. prosince 2017 v zápase proti Caen. V 65. minutě vystřídal Marquinhose při domácí výhře 3:0.

### Nice
Dne 31. srpna 2019 přestoupil Nsoki do Nice za 12,5 milionu eur.

### Club Bruggy
Nsoki přestoupil do belgického mistrovského klubu Bruggy 24. července 2021 a podepsal víceletou smlouvu. Za klub debutoval 1. srpna při ligovém vítězství 1:0 nad Unionem SG.

### Hoffenheim
Dne 4. srpna 2022 se Nsoki připojil k bundesligovému týmu TSG 1899 Hoffenheim.

## Reprezentační kariéra
Nsoki se narodil ve Francii a je konžského původu. Nsoki je mládežnický reprezentant Francie.

## Statistiky

### Klubové
Platí k zápasu hranému 17. února 2024.
| Klub                | Sezóna            | Liga               | Liga   | Liga | Národní pohár | Národní pohár | Ligový pohár | Ligový pohár | Kontinentální | Kontinentální | Ostatní | Ostatní | Celkově | Celkově |
| Klub                | Sezóna            | Soutěž             | Zápasy | Góly | Zápasy        | Góly          | Zápasy       | Góly         | Zápasy        | Góly          | Zápasy  | Góly    | Zápasy  | Góly    |
| ------------------- | ----------------- | ------------------ | ------ | ---- | ------------- | ------------- | ------------ | ------------ | ------------- | ------------- | ------- | ------- | ------- | ------- |
| Paris Saint-Germain | 2017/18           | Ligue 1            | 1      | 0    | 0             | 0             | 0            | 0            | 0             | 0             | 0       | 0       | 1       | 0       |
| Paris Saint-Germain | 2018/19           | Ligue 1            | 12     | 0    | 2             | 0             | 0            | 0            | 0             | 0             | 1       | 0       | 15      | 0       |
| Paris Saint-Germain | Celkově           | Celkově            | 13     | 0    | 2             | 0             | 0            | 0            | 0             | 0             | 1       | 0       | 16      | 0       |
| Nice                | 2019/20           | Ligue 1            | 17     | 0    | 3             | 0             | 0            | 0            | 0             | 0             | —       | —       | 20      | 0       |
| Nice                | 2020/21           | Ligue 1            | 18     | 0    | 2             | 0             | —            | —            | 4             | 0             | —       | —       | 24      | 0       |
| Nice                | Celkově           | Celkově            | 35     | 0    | 5             | 0             | 0            | 0            | 4             | 0             | 0       | 0       | 44      | 0       |
| Club Bruggy         | 2021/22           | Jupiler Pro League | 31     | 0    | 3             | 0             | —            | —            | 6             | 0             | —       | —       | 40      | 0       |
| Club Bruggy         | 2022/23           | Jupiler Pro League | 2      | 0    | 0             | 0             | —            | —            | 0             | 0             | —       | —       | 2       | 0       |
| Club Bruggy         | Celkově           | Celkově            | 33     | 0    | 3             | 0             | —            | —            | 6             | 0             | —       | —       | 42      | 0       |
| 1899 Hoffenheim     | 2022/23           | Bundesliga         | 19     | 1    | 2             | 0             | —            | —            | —             | —             | —       | —       | 21      | 1       |
| 1899 Hoffenheim     | 2023/24           | Bundesliga         | 8      | 0    | 0             | 0             | —            | —            | —             | —             | —       | —       | 8       | 0       |
| 1899 Hoffenheim     | Celkově           | Celkově            | 27     | 1    | 2             | 0             | —            | —            | 0             | 0             | —       | —       | 29      | 1       |
| Celkově v kariéře   | Celkově v kariéře | Celkově v kariéře  | 108    | 1    | 12            | 0             | 4            | 0            | 6             | 0             | 1       | 0       | 131     | 1       |

## Úspěchy
Paris Saint-Germain
- Ligue 1: 2017/18, 2018/19
- Coupe de France: 2017/18; poražený finalista: 2018/19
- Coupe de la Ligue: 2017/18
- Trophée des champions: 2018